# Quattro storie di donne
Quattro storie di donne è una miniserie televisiva del 1989 in 4 episodi, diretti rispettivamente da Carlo Lizzani, Dino Risi, Franco Giraldi e Tomaso Sherman.